# Hradiště Šance (Královice)
Opevněné raně středověké hradiště Šance, známé též jako hradiště svaté Markéty, se nachází na ostrožně nad říčkou Rokytkou v blízkosti městské části Praha-Královice. Hradiště, které pochází z konce prvního tisíciletí našeho letopočtu, patří mezi nejdéle známé archeologické lokality v Čechách. Předpokládá se, že v přemyslovském státě mělo významnou vojenskou, správní a hospodářskou pozici. Hradiště je chráněno jako kulturní památka.

## Popis
Do prostoru hradiště, jehož rozloha činila asi 7,5 hektaru, se vcházelo z jižní a východní strany. Ze tří stran jej chránily prudké svahy, z východu pak dva mohutné valy. Lépe zachovalý a výrazně delší je vnější val. Dosahuje délky asi 340 metrů a výšky až 7 metrů, před ním se ještě nachází místy až 11 metrů široký příkop.
Na hradišti stojí kostel sv. Markéty, jehož původ zřejmě s hradištěm souvisí. Jeho předchůdcem mohl podle starých kronik být královský hrad neznámého jména.
Historické osídlení a existenci slovanského pohřebiště doložil také nález z roku 1860: byly zde objeveny nádoby s popelem a bronzový křížek o velikosti 8 cm, na němž je vyobrazen Kristus se sluncem, měsícem a andělem. Zatímco bronzový křížek byl uložen v Národním muzeu, nádoby s popelem byly považovány za nezajímavé a rozbity.